# Hondarribi Zuri
Hondarribi Zuri ist eine weiße, autochthone Rebsorte aus dem Baskenland. Sie kommt auch in den Regionen Kantabrien und Kastilien und Leon vor. Hondarribi bezieht sich auf die Stadt Hondarribia und zuri bedeutet „weiß“ auf Baskisch.
Die Beeren sind klein, rund und goldgelb. Daraus kann ein hellgelber Wein mit Aromen von Zitrusfrüchten, saftig-reifen Früchten und Kräutern erzeugt werden. Typisch ist ferner sein floraler Charakter. Die Weine sollten jung getrunken werden, reinsortig ausgebaute Weine findet man selten. Als Cuvée verschnitten wird der Hondarribi Zuri mit Sauvignon Blanc, das seinen eigenen Charakter verstärkt, Chardonnay, das ihn gehaltvoller und fülliger, aber auch etwas länger lagerfähig macht oder mit Folle Blanche.
Synonyme des Hondarribi Zuri sind Hondarrabi Zuri, Hondarrobi Zuri, Ondarrabi Txuri, Ondarabiya Ziriya, Txuri, Zuri, Zuria, Oundanabi. Er wird oft in der Herkunftsbezeichnung des Txacoli Guetaria verwendet und auch im Txakoli.
Außerdem gibt es eine rote Sorte mit dem Namen Ondarrabi Beltza, die aber zurzeit nicht für die Weinproduktion zugelassen ist.